# Monokini

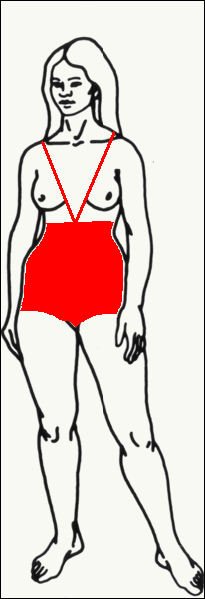
Schematisk bild av den ursprungliga monokinin, formgiven av Rudi Gernreich 1964

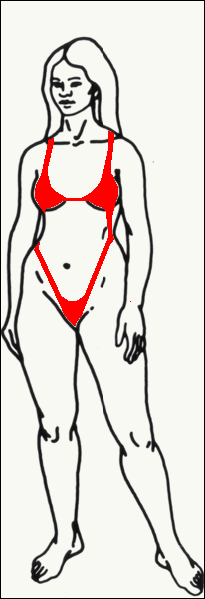
Schematisk bild av en annan design som ofta kallas monokini (som nummer 2 i listan över andra betydelser här)

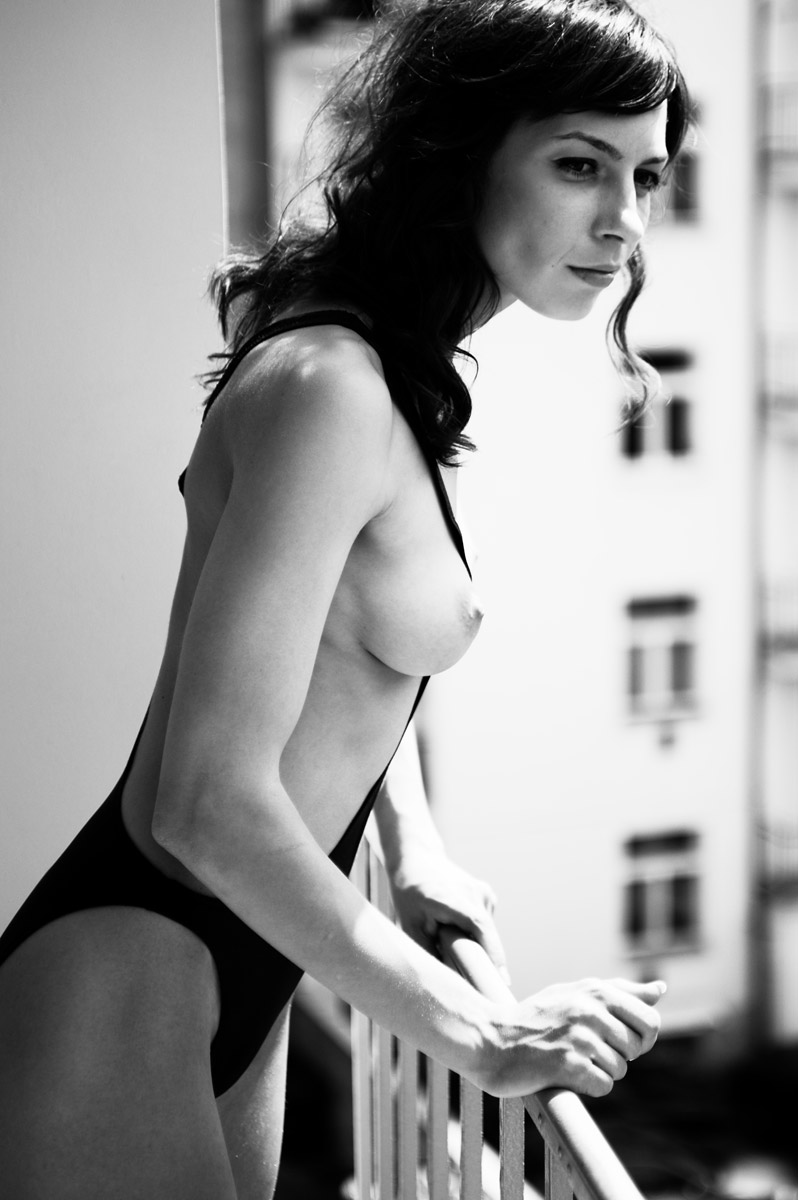
En modern monokinidesign enligt nummer 1.

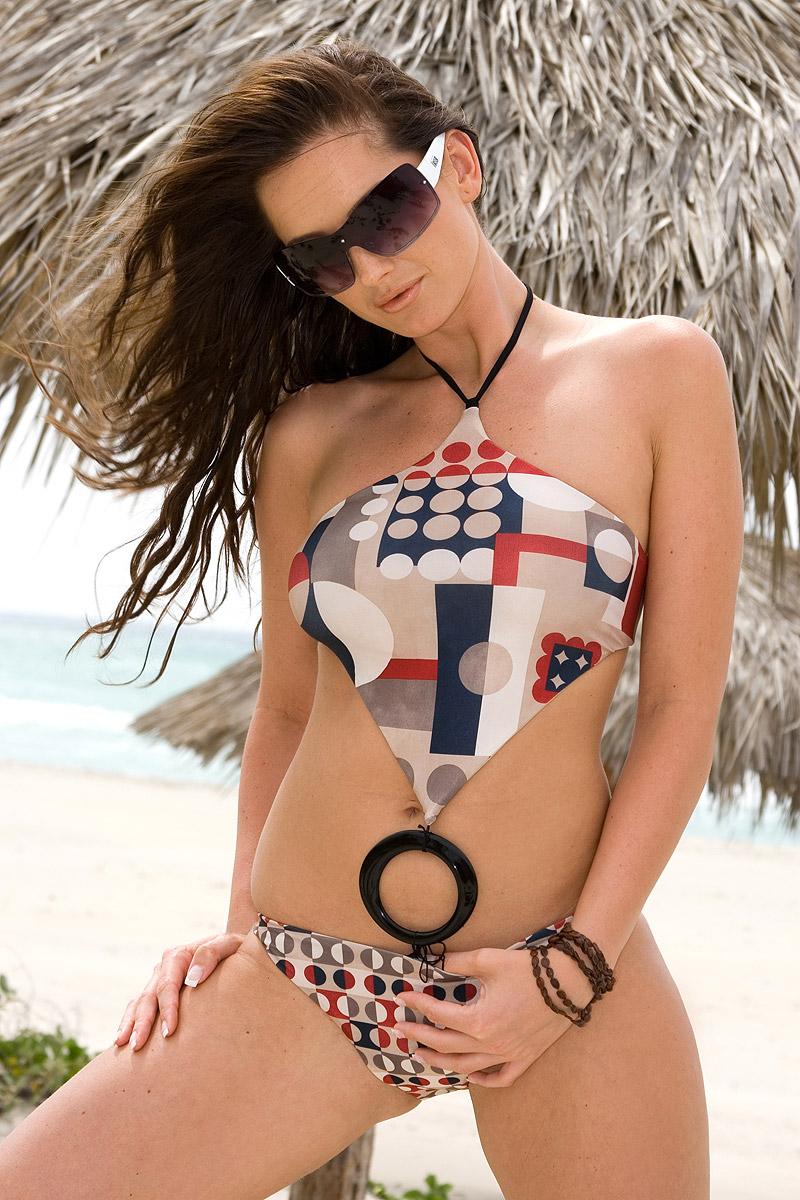
En modern monokinidesign enligt nummer 2.

Monokini, är en term som används för flera olika typer av badkläder för kvinnor, som alla har det gemensamt att de är i ett stycke men på något sätt påminner om eller är utvecklad ut bikinin.

## Den ursprungliga monokinin och etymologi
År 1964 skapade österrikaren Rudi Gernreich den ursprungliga monokinin i USA. Gernreich hittade också på namnet, och ordet monokini är belagt på engelska från och med samma år.
Ordet är en back formation från bikini, där den första delen har tolkats som prefixet bi- "två" och ersatts med mono- "en", under föreställningen att bi- var det grekiska prefixet med betydelsen "två". Grekiskans mono- betyder 'singel', men bikini kommer från Bikiniatollen (en atoll i Marshallöarna, vars namn sedan 1940-talet används för den tvådelade baddräkten).
Gernreichs monokini såg ut som en vanlig hel baddräkt men avskuren en bit nedanför brösten så att de lämnades bara. Den hade bara två smala axelband.

## Andra betydelser
1. Ofta, och ganska nära originalbetydelsen, kallas det monokini när man har en bikiniunderdel utan motsvarande topp, som kvinnor kan ha när de är topless.
2. Termen "monokini" används ibland för att beskriva en baddräkt som liknar en bikini men där över- och underdelarna har gjorts i ett stycke, oftast hopsydda vid sidorna av kroppen.
3. Monokini kan också avse en bikini utan vanlig BH men med hängselaxelband som täcker brösten. På engelska kallas denna typ även sling bikini, en term som på svenska har blivit slingbikini.